# Arroyo Infiernillo
El Arroyo Infiernillo  es un curso de agua uruguayo, ubicado en el departamento de Cerro Largo, perteneciente a la cuenca hidrográfica de la laguna Merín. Nace en la Cuchilla Guazunambí, y desemboca en el río Tacuarí.